# Botula fusca
Botula fusca är en musselart som först beskrevs av Gmelin 1791.  Botula fusca ingår i släktet Botula och familjen blåmusslor. Inga underarter finns listade i Catalogue of Life.